# Nikki Hahn
Sofia Nicole Hahn (San Antonio, 2002. november 13. –) amerikai színésznő.
Legismertebb alakítása Emily Cooper a 2016-os Két bébiszitter kalandjai című filmben. Az Anyaság túlsúlyban című sorozatban is szerepelt.

## Élete és pályafutása
Hahn 3 éves kora óta modellkedik.
2009-ben szerepelt a CSI: Miami helyszínelők és az NCIS: Los Angeles című sorozatokban. 2010-ben az iCarly, a Gyilkos elmék és A főnök epizódjaiban tűnt fel.
2011-ben Tom Hanks lányát játszotta a Jimmy Kimmel Live! show-ban, valamint egy Pie Face reklámfilmben is szerepelt.
2012 januárjában vendégszerepelt a Disney Channel Jessie című sorozatában és a A varázslók visszatérnek: Alex kontra Alex tévéfilmjében. Jenny Reynolds-ként szerepelt az Amerikai Horror Story: Zártosztály című sorozatban.
2016-ban a Disney Channel Két bébiszitter kalandjai című filmjében játszott, Sabrina Carpenter és Sofia Carson mellett  és a The Remains című horrorfilmben is feltűnt.
2018–2019 között az Anyaság túlsúlyban második évadjában szerepelt.

## Filmográfia

### Film
| Év   | Magyar cím                                 | Eredeti cím                             | Szerep           | Magyar hang  |
| ---- | ------------------------------------------ | --------------------------------------- | ---------------- | ------------ |
| 2017 |                                            | Scales: Mermaids Are Real               | Crystal          |              |
| 2016 |                                            | The Remains                             | Elena Tolwood    |              |
| 2016 | Két bébiszitter kalandjai                  | Adventures in Babysitting               | Emily Cooper     | Boldog Emese |
| 2015 |                                            | Venom Therapy                           | Greta Kiku Arata |              |
| 2013 |                                            | The Secret Lives of Dorks               | Gale Sara Ralph  |              |
| 2013 |                                            | Second Chances                          | Maddie           |              |
| 2013 | A varázslók visszatérnek: Alex kontra Alex | Wizards of Waverly Place: Alex vs. Alex | Bianca Russo     |              |
| 2012 |                                            | Matchmaker Santa                        | Melanie fiatalon |              |
| 2011 |                                            | We Have Your Husband                    | Maria Valseca    |              |

### Televízió
| Év   | Magyar cím                         | Eredeti cím                   | Szerep                | Megjegyzések                                  |
| ---- | ---------------------------------- | ----------------------------- | --------------------- | --------------------------------------------- |
| 2018 | Anyaság túlsúlyban                 | American Housewife            | Gina Tuscadero        | mellékszereplő                                |
| 2017 | Géniusz                            | Genius                        | Mileva Marić fiatalon | főszereplő magyar hangja Pekár Adrienn        |
| 2014 |                                    | The Night Shift               | Kylie                 | 1 epizód: Hog Wild                            |
| 2014 |                                    | The Fosters                   | Callie 10 évesen      | 1 epizód: Padre                               |
| 2013 | Hazug csajok társasága             | Pretty Little Liars           | kislány               | 1 epizód: A búcsú                             |
| 2013 | Szívek doktora                     | Hart of Dixie                 | Loretta June          |                                               |
| 2012 | Amerikai Horror Story: Zártosztály | American Horror Story: Asylum | Jenny Reynolds        | 1 epizód: A gonoszság eredete                 |
| 2012 | Jessie                             | Jessie                        | Lindsay               | 1 epizód: A szépség és a szörnyeteg           |
| 2012 |                                    | Childrens Hospital            | Carrie                | 1 epizód: The Return of the Young Billionaire |
| 2011 |                                    | Wilfred                       | kicsi lány            | 1 epizód: Acceptance                          |
| 2011 |                                    | Jimmy Kimmel Live!            | különböző karakter    | 4 epizód                                      |
| 2010 | Gyilkos elmék                      | Criminal Minds                | Abby Sanderson        | 1 epizód: Feltételes szabadláb                |
| 2010 | A főnök                            | The Closer                    | Cody Tatem            | 1 epizód: In Custody                          |
| 2010 | iCarly                             | iCarly                        | óvodás                | 1 epizód: Sztárcsináló                        |
| 2009 | NCIS: Los Angeles                  | NCIS: Los Angeles             | Elly Johnson          | 1 epizód: Kénkő                               |
| 2009 | CSI: Miami helyszínelők            | CSI: Miami                    | Maggie Rush           | 1 epizód: Járulékos veszteség                 |